# Cormaranche-en-Bugey
Cormaranche-en-Bugey är en kommun i departementet Ain i regionen Auvergne-Rhône-Alpes i östra Frankrike. Kommunen ligger  i kantonen  Hauteville-Lompnes som ligger i arrondissementet Belley. Kommunens areal är 18,92 km². År 2018 hade Cormaranche-en-Bugey 829 invånare.

## Befolkningsutveckling
Antalet invånare i kommunen Cormaranche-en-Bugey
Referens: INSEE